# Список действительных членов АПН РСФСР, АПН СССР и РАО
Полный список действительных членов Академии (АПН РСФСР, АПН СССР, РАО)

## Действительные члены (академики) Академии педагогических наук РСФСР (АПН РСФСР), утверждённые в 1944 году
1. Барков, Александр Сергеевич (1873—1953)
2. Верховский, Вадим Никандрович (1873—1947)
3. Державин, Николай Севастьянович (1877—1953)
4. Каиров, Иван Андреевич (1893—1978)
5. Корнилов, Константин Николаевич (1879—1957)
6. Медынский, Евгений Николаевич (1885—1957)
7. Обнорский, Сергей Петрович (1889—1962)
8. Панкратова, Анна Михайловна (1897—1957)
9. Потёмкин, Владимир Петрович (1874—1946)
10. Толстой, Алексей Николаевич (1883—1945)
11. Хинчин, Александр Яковлевич (1894—1959)
12. Чехов, Николай Владимирович (1865—1947)
13. Щерба, Лев Владимирович (1880—1944)

## Действительные члены (академики) Академии педагогических наук РСФСР (АПН РСФСР), избранные в 1945—1965 годах
1. Александров, Павел Сергеевич (1896—1982)
2. Ананьев, Борис Герасимович (1907—1972)
3. Аркин, Ефим Аронович (1873—1948)
4. Арсеньев, Александр Михайлович (1906—1988)
5. Бахрушин, Сергей Владимирович (1882—1950)
6. Благой, Дмитрий Дмитриевич (1893—1984)
7. Бродский, Николай Леонтьевич (1881—1951)
8. Голубков, Василий Васильевич (1880—1968)
9. Гончаров, Николай Кириллович (1902—1973)
10. Груздев, Павел Никодимович (1889—1953)
11. Джибладзе, Георгий Николаевич (1913—1989)
12. Дмитриев, Николай Константинович (1898—1954)
13. Еголин, Александр Михайлович (1896—1959)
14. Занков, Леонид Владимирович (1901—1977)
15. Зубов, Виктор Геннадиевич (1914—1982)
16. Иванович, Корнелий Агафонович (1901—1982)
17. Калашников, Алексей Георгиевич (1893—1962)
18. Константинов, Николай Александрович (1894—1958)
19. Королёв, Фёдор Филиппович (1898—1971)
20. Косминский, Евгений Алексеевич (1886—1959)
21. Леонтьев, Алексей Николаевич (1903—1979)
22. Лурия, Александр Романович (1902—1977)
23. Маркосян, Акоп Арташесович (1904—1972)
24. Маркушевич, Алексей Иванович (1908—1979)
25. Мельников, Михаил Алексеевич (1888—1976)
26. Моносзон, Эле Исаевич (1908—1987)
27. Натали, Владимир Франкович (1890—1965)
28. Нечкина, Милица Васильевна (1901—1985)
29. Орлов, Борис Павлович (1892—1967)
30. Прокофьев, Михаил Алексеевич (1910—1999)
31. Райков, Борис Евгеньевич (1880—1966)
32. Решетов, Виктор Васильевич (1910—1979)
33. Рубинштейн, Сергей Леонидович (1889—1960)
34. Свадковский, Иван Фомич (1895—1977)
35. Семашко, Николай Александрович (1874—1949)
36. Сказкин, Сергей Данилович (1890—1973)
37. Сказкин, Фёдор Данилович (1900—1968)
38. Смирнов, Анатолий Александрович (1894—1980)
39. Текучёв, Алексей Васильевич (1903—1987)
40. Теплов, Борис Михайлович (1896—1965)
41. Тимофеев, Леонид Иванович (1904—1984)
42. Трахтенберг, Орест Владимирович (1889—1959)
43. Четверухин, Николай Фёдорович (1891—1974)
44. Шацкая, Валентина Николаевна (1882—1978)
45. Эпштейн, Давид Аркадьевич (1898—1985)

## Действительные члены (академики) Академии педагогических наук СССР (АПН СССР), избранные в 1967—1991 годах
1. Амонашвили, Шалва Александрович (род. 1931)
2. Антонова, Ирина Александровна (1922—2020)
3. Атутов, Пётр Родионович (1921—2001)
4. Бабанский, Юрий Константинович (1927—1987)
5. Батышев, Сергей Яковлевич (1915—2000)
6. Бодалёв, Алексей Александрович (1923—2014)
7. Бордовский, Геннадий Алексеевич (род. 1941)
8. Буева, Людмила Пантелеевна (1926—2020)
9. Буцкус, Пранас (1928—2001)
10. Васадзе, Натела Шалвовна (род. 1930)
11. Васильева, Зинаида Ивановна (1924—2013)
12. Власова, Татьяна Александровна (1905—1986)
13. Волков, Геннадий Никандрович (1927—2010)
14. Габдуллин, Малик Габдуллович (1915—1973)
15. Герасимов, Сергей Аполлинариевич (1906—1985)
16. Давыдов, Василий Васильевич (1930—1998)
17. Данилов, Александр Иванович (1916—1980)
18. Забулис, Генрикас (1927—2010)
19. Запорожец, Александр Владимирович (1905—1981)
20. Зверев, Иван Дмитриевич (1918—2001)
21. Зязюн, Иван Андреевич (1938—2014)
22. Иванов, Игорь Петрович (1923—1992)
23. Ивашин, Василий Владимирович (1913—2009)
24. Измайлов, Азиз Эминович (1914—2004)
25. Иркаев, Мулло Иркаевич (1910—1996)
26. Кабалевский, Дмитрий Борисович (1904—1987)
27. Кашин, Михаил Петрович (1912—1988)
28. Квятковский, Евгений Викентьевич (1918—2005)
29. Кириченко, Никита Павлович (1914—1983)
30. Климов, Евгений Александрович (1930—2014)
31. Колесов, Дмитрий Васильевич (1936—2007)
32. Колмогоров, Андрей Николаевич (1903—1987)
33. Кон, Игорь Семёнович (1928—2011)
34. Кондаков, Михаил Иванович (1920—2008)
35. Костомаров, Виталий Григорьевич (1930—2020)
36. Костюк, Григорий Силович (1899—1982)
37. Кузин, Николай Павлович (1907—1981)
38. Кулагин, Юрий Александрович (1924—1987)
39. Купцов, Владимир Иванович (1936—2015)
40. Курбанов, Абдулла Абдуллаевич (1914—1985)
41. Кыверялг, Антс (1926—2017)
42. Лазарук, Михаил Арсеньевич (1926—2000)
43. Лийметс, Хейно Йоханович (1928—1989)
44. Лихачёв, Борис Тимофеевич (1929—1999)
45. Лордкипанидзе, Давид Онисимович (1905—1992)
46. Лубовский, Владимир Иванович (1923—2017)
47. Мазмазян, Мкртыч Арамович (1910—1977)
48. Мазуркевич, Александр Романович (1913—1995)
49. Малькова, Зоя Алексеевна (1921—2003)
50. Манушин, Эдуард Анатольевич (род. 1932)
51. Матюшкин, Алексей Михайлович (1927—2004)
52. Махмутов, Мирза Исмаилович (1926—2008)
53. Мехтизаде, Мехти Мамед оглы (1903—1984)
54. Миролюбов, Александр Александрович (1923—2007)
55. Михалков, Сергей Владимирович (1913—2009)
56. Нарочницкий, Алексей Леонтьевич (1907—1989)
57. Никандров, Николай Дмитриевич (1936—2024)
58. Новикова, Людмила Ивановна (1921—2004)
59. Обидов, Ибрагим Обидович (1923—2015)
60. Онушкин, Виктор Григорьевич (1930—1997)
61. Петровский, Артур Владимирович (1924—2006)
62. Пидтыченко, Мария Максимовна (1912—1991)
63. Пискунов, Алексей Иванович (1921—2005)
64. Поддьяков, Николай Николаевич (1929—2021)
65. Поляков, Валерий Алексеевич (1936—2006)
66. Пономаренко, Владимир Александрович (1933—2025)
67. Протченко, Иван Фёдорович (1918—2004)
68. Раджабов, Сыдык Раджабович (1910—1993)
69. Разумовский, Василий Григорьевич (1930—2017)
70. Рождественский, Юрий Владимирович (1926—1999)
71. Сейтешев, Ажес Петрович (род. 1929)
72. Скаткин, Михаил Николаевич (1900—1991)
73. Соколов, Евгений Николаевич (1920—2008)
74. Столетов, Всеволод Николаевич (1907—1989)
75. Талызина, Нина Фёдоровна (1923—2018)
76. Удовиченко, Пётр Платонович (1914—1992)
77. Фабрикант, Валентин Александрович (1907—1991)
78. Федосов, Иван Антонович (1921—2001)
79. Филонов, Георгий Николаевич (1922—2017)
80. Фрейденфелдс, Илмар (1928—2018)
81. Харламов, Иван Фёдорович (1920—2003)
82. Хвостов, Владимир Михайлович (1905—1972)
83. Хрипкова, Антонина Георгиевна (1920—2016)
84. Чесноков, Дмитрий Иванович (1910—1973)
85. Шадриков, Владимир Дмитриевич (1939—2025)
86. Шакуров, Рафаил Хайруллович (1930—2013)
87. Шанский, Николай Максимович (1922—2005)
88. Шаповаленко, Сергей Григорьевич (1903—1988)
89. Шахмаев, Николай Михайлович (1919—1991)
90. Шкиль, Николай Иванович (1932—2015)
91. Щукин, Евгений Дмитриевич (род. 1928)
92. Эрдниев, Пюрвя Мучкаевич (1921—2019)
93. Ярмаченко, Николай Дмитриевич (1928—2010)

## Действительные члены (академики)РАО, утверждённые в 1992 году
1. Бадалян, Левон Оганесович (1929—1994)
2. Беспалько, Владимир Павлович (род. 1930)
3. Бестужев-Лада, Игорь Васильевич (1927—2015)
4. Бим-Бад, Борис Михайлович (1941—2023)
5. Брушлинский, Андрей Владимирович (1933—2002)
6. Быков, Ролан Антонович (1929—1998)
7. Гершунский, Борис Семёнович (1935—2003)
8. Гольданский, Виталий Иосифович (1923—2001)
9. Греков, Анатолий Андреевич (1935—2012)
10. Днепров, Эдуард Дмитриевич (1936—2015)
11. Журавлёв, Василий Иванович (1923—1996)
12. Загвязинский, Владимир Ильич (1930—2021)
13. Зинченко, Владимир Петрович (1931—2014)
14. Кондратьев, Александр Сергеевич (1937—2016)
15. Конопкин, Олег Александрович (1931—2008)
16. Корольков, Александр Аркадьевич (род. 1941)
17. Куманёв, Виктор Александрович (1931—2014)
18. Ладенко, Иосаф Семёнович (1933—1996)
19. Лакшин, Владимир Яковлевич (1933—1993)
20. Леднёв, Вадим Семёнович (1932—2004)
21. Леонтьев, Алексей Алексеевич (1936—2004)
22. Лернер, Исаак Яковлевич (1917—1996)
23. Максаковский, Владимир Павлович (1924—2015)
24. Матросов, Виктор Леонидович (1950—2015)
25. Мухина, Валерия Сергеевна (1935—2024)
26. Неменский, Борис Михайлович (род. 1922)
27. Нечаев, Николай Николаевич (род. 1946)
28. Подуфалов, Николай Дмитриевич (род. 1949)
29. Рубцов, Виталий Владимирович (род. 1948)
30. Сластёнин, Виталий Александрович (1930—2010)
31. Соколов, Вениамин Сергеевич (1935—2011)
32. Фарбер, Дебора Ароновна (1924—2023)
33. Щетинин, Михаил Петрович (1944—2019)
34. Шмидт, Сигурд Оттович (1922—2013)

## Действительные члены (академики)РАО, избранные после 1992 года
1. Абакумова, Ирина Владимировна (род. 1961)
2. Абульханова, Ксения Александровна (род. 1932)
3. Алашкевич, Юрий Давыдович (род. 1940)
4. Александров, Юрий Иосифович (род. 1948)
5. Алексий II (1929—2008)
6. Андреев, Валентин Иванович (1940—2015)
7. Андреева, Галина Михайловна (1924—2014)
8. Антонова, Лидия Николаевна (род. 1950)
9. Асмолов, Александр Григорьевич (род. 1949)
10. Баврин, Иван Иванович (1932—2017)
11. Баева, Ирина Александровна (род. 1953)
12. Басюк, Виктор Стефанович (род. 1970)
13. Батуев, Александр Сергеевич (1935—2012)
14. Башмаков, Марк Иванович (1937—2022)
15. Безруких, Марьяна Михайловна (род. 1945)
16. Белоусов, Лев Сергеевич (род. 1955)
17. Беляева, Антонина Павловна (1928—2007)
18. Берулава, Галина Алексеевна (род. 1950)
19. Берулава, Михаил Николаевич (род. 1953)
20. Бим, Инесса Львовна (1926—2011)
21. Боголюбов, Леонид Наумович (1930—2018)
22. Болотов, Виктор Александрович (род. 1952)
23. Бондаревская, Евгения Васильевна (1931—2017)
24. Бондырева, Светлана Константиновна (род. 1943)
25. Бордовская, Нина Валентиновна (род. 1952)
26. Борисенков, Владимир Пантелеймонович (род. 1939)
27. Боровская, Марина Александровна (род. 1964)
28. Босова, Людмила Леонидовна (1963—2024)
29. Быстрова, Елена Александровна (1930—2011)
30. Вартанова, Елена Леонидовна (род. 1959)
31. Васильева, Ольга Юрьевна (род. 1960)
32. Веракса, Александр Николаевич (род. 1983)
33. Вербицкая, Людмила Алексеевна (1936—2019)
34. Вербицкий, Андрей Александрович (1941—2020)
35. Вознесенский, Андрей Андреевич (1933—2010)
36. Гайдамашко, Игорь Вячеславович (род. 1962)
37. Галажинский, Эдуард Владимирович (род. 1968)
38. Гараджа, Виктор Иванович (род. 1929)
39. Гарбовский, Николай Константинович (род. 1946)
40. Гафуров, Ильшат Рафкатович (род. 1961)
41. Геворкян, Елена Николаевна (род. 1953)
42. Глейзер, Григорий Давыдович (1934—2020)
43. Голиченков, Александр Константинович (род. 1952)
44. Граник, Генриэтта Григорьевна (1928—2021)
45. Гриб, Владислав Валерьевич (род. 1972)
46. Гриншкун, Вадим Валерьевич (род. 1969)
47. Гукаленко, Ольга Владимировна (род. 1956)
48. Давыдов, Юрий Степанович (1937—2016)
49. Даринский, Анатолий Викторович (1910—2002)
50. Дармодехин, Сергей Владимирович (род. 1946)
51. Дедегкаев, Виктор Хасанбиевич (род. 1948)
52. Дёмин, Вадим Петрович (род. 1935)
53. Деркач, Анатолий Алексеевич (1944—2020)
54. Джуринский, Александр Наумович (род. 1941)
55. Дик, Юрий Иванович (1945—2003)
56. Додонов, Владимир Иванович (1926—2003)
57. Донцов, Александр Иванович (1949—2023)
58. Дронов, Виктор Павлович (род. 1949)
59. Дубровина, Ирина Владимировна (род. 1935)
60. Егоров, Семён Филиппович (1928—2008)
61. Ермаков, Павел Николаевич (род. 1950)
62. Жилинский, Дмитрий Дмитриевич (1927—2015)
63. Журавлёв, Анатолий Лактионович (род. 1948)
64. Жураковский, Василий Максимилианович (род. 1940)
65. Запесоцкий, Александр Сергеевич (род. 1954)
66. Захлебный, Анатолий Никифорович (род. 1939)
67. Зернов, Владимир Алексеевич (род. 1952)
68. Зимняя, Ирина Алексеевна (1931—2024)
69. Зинченко, Юрий Петрович (род. 1966)
70. Иванников, Вячеслав Андреевич (род. 1940)
71. Иванова, Светлана Вениаминовна (род. 1954)
72. Кандыбович, Сергей Львович (род. 1959)
73. Каприн, Андрей Дмитриевич (род. 1966)
74. Карамурзов, Барасби Сулейманович (род. 1947)
75. Карев, Борис Анатольевич (род. 1972)
76. Кезина, Любовь Петровна (1938—2024)
77. Кинелёв, Владимир Георгиевич (род. 1945)
78. Кирсанов, Анатолий Александрович (1923—2010)
79. Киселёв, Александр Федотович (род. 1947)
80. Колобков, Сергей Михайлович (1927—2007)
81. Колягин, Юрий Михайлович (1927—2016)
82. Кортава, Татьяна Владимировна (род. 1960)
83. Краевский, Володар Викторович (1926—2010)
84. Круглов, Юрий Георгиевич (1944—2010)
85. Кузин, Валерий Владимирович (1963—2006)
86. Кузин, Владимир Сергеевич (1938—2006)
87. Кузнецов, Александр Андреевич (1944—2022)
88. Кукушкина, Ольга Ильинична (род. 1957)
89. Кураков, Лев Пантелеймонович (1943—2020)
90. Куцев, Геннадий Филиппович (1938—2020)
91. Лазарев, Валерий Семёнович (род. 1947)
92. Лаптев, Владимир Валентинович (род. 1948)
93. Лапчик, Михаил Павлович (1942—2021)
94. Лебедев, Юрий Александрович (род. 1943)
95. Левицкий, Михаил Львович (род. 1944)
96. Лекторский, Владислав Александрович (род. 1932)
97. Лельчицкий, Игорь Давыдович (род. 1956)
98. Лиферов, Анатолий Петрович (1940—2021)
99. Лиханов, Альберт Анатольевич (1935—2021)
100. Ломов, Станислав Петрович (род. 1948)
101. Лубков, Алексей Владимирович (род. 1960)
102. Максимович, Валентина Фёдоровна (род. 1946)
103. Малофеев, Николай Николаевич (род. 1948)
104. Малых, Сергей Борисович (род. 1958)
105. Малышев, Владимир Сергеевич (род. 1949)
106. Мартиросян, Борис Пастерович (род. 1956)
107. Мартыненко, Александр Владимирович (род. 1954)
108. Мартынов, Виктор Георгиевич (род. 1953)
109. Медведев, Леонид Георгиевич (род. 1948)
110. Мелентьева, Юлия Петровна (род. 1947)
111. Месхи, Бесарион Чохоевич (род. 1959)
112. Миндиашвили, Дмитрий Георгиевич (1933—2021)
113. Михайлов, Феликс Трофимович (1930—2006)
114. Михайлова, Евгения Исаевна (род. 1947)
115. Михайлова, Наталья Ивановна (род. 1949)
116. Мунипов, Владимир Михайлович (1931—2012)
117. Мухаметзянова, Гузель Валеевна (1938—2013)
118. Мясников, Владимир Афанасьевич (род. 1941)
119. Неверкович, Сергей Дмитриевич (род. 1939)
120. Никитин, Александр Александрович (род. 1948)
121. Новиков, Александр Михайлович (1941—2013)
122. Омаров, Омар Алиевич (1938—2021)
123. Орлов, Александр Андреевич (род. 1938)
124. Патов, Николай Александрович (род. 1970)
125. Попков, Владимир Андреевич (1940—2023)
126. Портнов, Юрий Михайлович (1939—2014)
127. Поташник, Марк Матусович (род. 1941)
128. Равкин, Захар Ильич (1918—2004)
129. Рамзаева, Тамара Григорьевна (1928—2014)
130. Реан, Артур Александрович (род. 1957)
131. Роберт, Ирэна Веньяминовна (род. 1938)
132. Романцев, Геннадий Михайлович (1950—2017)
133. Рыжаков, Михаил Викторович (род. 1948)
134. Савенков, Александр Ильич (род. 1957)
135. Сейранов, Сергей Германович (род. 1963)
136. Селиванова, Наталия Леонидовна (род. 1949)
137. Семёнов, Алексей Львович (род. 1950)
138. Сенько, Юрий Васильевич (род. 1941)
139. Сергеев, Николай Константинович (род. 1951)
140. Сериков, Владислав Владиславович (род. 1950)
141. Синенко, Василий Яковлевич (род. 1943)
142. Слонимский, Сергей Михайлович (1932—2020)
143. Смолин, Олег Николаевич (род. 1952)
144. Смолянинова, Ольга Георгиевна (род. 1960)
145. Собкин, Владимир Самуилович (род. 1948)
146. Советов, Борис Яковлевич (род. 1937)
147. Солдатова, Галина Владимировна (род. 1956)
148. Соломин, Юрий Мефодьевич (1935—2024)
149. Стриханов, Михаил Николаевич (род. 1952)
150. Тарасов, Сергей Валентинович (род. 1956)
151. Таюрский, Анатолий Иванович (1939—2023)
152. Тиктинский-Шкловский, Виктор Маркович (1928—2020)
153. Тихомирова, Татьяна Николаевна (род. 1974)
154. Тихонов, Александр Николаевич (1947—2016)
155. Ткаченко, Евгений Викторович (1935—2018)
156. Тряпицына, Алла Прокофьевна (род. 1949)
157. Тхакушинов, Аслан Китович (род. 1947)
158. Усанов, Владимир Евгеньевич (род. 1967)
159. Усова, Антонина Васильевна (1921—2014)
160. Ушакова, Татьяна Николаевна (род. 1930)
161. Фельдштейн, Давид Иосифович (1929—2015)
162. Филиппов, Владимир Михайлович (род. 1951)
163. Фохт-Бабушкин, Юрий Ульрихович (1930—2022)
164. Халеева, Ирина Ивановна (1946—2025)
165. Цветкова, Лариса Александровна (род. 1962)
166. Цирульников, Анатолий Маркович (род. 1949)
167. Чебышев, Николай Васильевич (род. 1935)
168. Черниговская, Татьяна Владимировна (род. 1947)
169. Чистякова, Светлана Николаевна (1939—2019)
170. Школяр, Людмила Валентиновна (род. 1946)
171. Эскиндаров, Михаил Абдурахманович (род. 1951)
172. Ягодин, Геннадий Алексеевич (1927—2015)
173. Якупов, Александр Николаевич (род. 1951)
174. Ямбург, Евгений Александрович (род. 1951)